# Pentoxifyllin
Pentoxifyllin ist ein Arzneistoff aus der Gruppe der Xanthin-Derivate, der einerseits zur Beeinflussung der rheologischen Eigenschaften (Fließeigenschaften) des Blutes eingesetzt wird, andererseits werden seine antiinflammatorischen (entzündungshemmenden) Eigenschaften genutzt.

## Darstellung und Gewinnung
Die Synthese von Pentoxifyllin erfolgt durch die Umsetzung von 1-Brom-5-hexanon mit dem Natriumsalz von Theobromin.

## Klinische Angaben

### Indikationen/Anwendungsmöglichkeiten
- Periphere Durchblutungsstörungen
- Periphere arterielle Verschlusskrankheit (paVK) – arteriosklerotischen oder diabetischen Ursprungs (z. B. mit Claudicatio intermittens und Ruheschmerz)
- Zerebrale ischämische Erkrankungen (als Antidementivum bzw. Nootropikum)
- Trophische Läsionen (z. B. Ulcus cruris und Gangrän)[6]
- Alkoholische Steatohepatitis

### Kontraindikationen
- Überempfindlichkeit gegen den Wirkstoff Pentoxifyllin, andere Methylxanthine
- Massenblutungen und frische Zerebral- und Netzhautblutungen (Gefahr der Zunahme der Blutungen)
- Frischer Myokardinfarkt (Herzinfarkt, Erhöhung eines bereits bestehenden Risikos von Herzrhythmusstörungen  und Blutdruckabfall)
- Hämorrhagische Diathese (eine krankhaft gesteigerte Blutungsneigung)
- Ulcera im Magen und/oder Darmbereich[6]

### Unerwünschte Wirkungen (Nebenwirkungen)
- Schwindel, Tremor, Kopfschmerzen, Fieber, Unruhe, Schlafstörungen
- Herzrhythmusstörungen (wie z. B. Tachykardien)
- Überempfindlichkeitsreaktionen mit Juckreiz, Hautrötung, Urtikaria.
- Sehstörungen, Konjunktivitis

Pentoxifyllin kann die Wirkung von Diabetes-Medikamenten und blutdrucksenkenden Medikamenten beeinflussen.
Pentoxifyllin kann eine aplastische Anämie auslösen. Regelmäßige Blutbildkontrollen sollten während der Anwendung des Medikaments durchgeführt werden.

## Pharmakologische Eigenschaften

### Wirkungsmechanismus (Pharmakodynamik)
- Hämorheologie: Pentoxifyllin hemmt das Enzym Phosphodiesterase und hat somit einen Einfluss auf das cAMP und weiter auf den Gefäßtonus und hat offenbar eine gefäßerweiternde Wirkung. Es soll die Blutviskosität durch einen Einfluss auf die Verformbarkeit der Erythrozyten (rote Blutkörperchen) senken und den Plasmafibrinogenspiegel absenken. Folge wäre dann eine Verbesserung der Gewebeperfusion (Gewebsdurchblutung) durch eine Hemmung der Blutgerinnung. Es findet unter anderem eine Anwendung bei arteriellen Verschlusserkrankungen. Pentoxifyllin wird bei vaskulärer Insuffizienz als Rheologikum eingesetzt. Die Verordnung von Rheologika ist in der Medizin umstritten, da bisher kein überzeugender Wirksamkeitsnachweis gelang.
- Anti-inflammatorische Wirkung: Pentoxifyllin hemmt die Freisetzung von Interleukinen und von TNF-Alpha. Es kommt zu einer Degranulationshemmung von neutrophilen Granulozyten. Es hat sich ein synergistischer Effekt mit Corticosteroiden gezeigt.

## Handelsnamen
Monopräparate
Agapurin (D), Claudicat (D), Haemodyn (A), Pentohexal (A), Pentomer (A), Pentoxi (A), Rentylin (D), Trental (D, A, CH), Vasonit (A), diverse Generika (D, A, CH)